# Johann Baptist Wengler

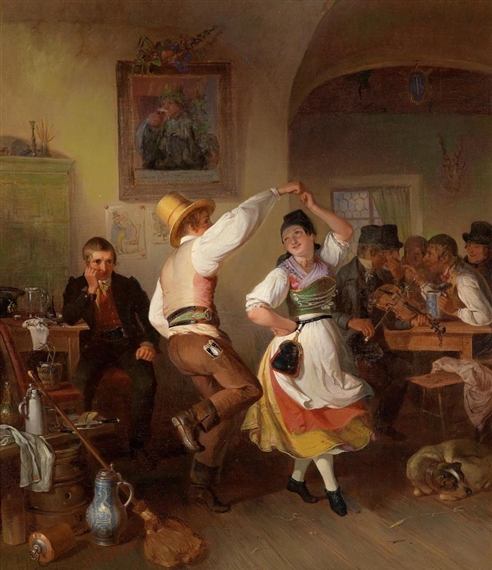
Tanz im Wirtshaus 1844

Johann Baptist Wengler (* 4. Juni 1816 in St. Radegund; † 6. April 1899 in Aigen in Salzburg) war ein österreichischer Maler des Wiener Biedermeier.

## Leben
Wengler studierte an der Wiener Kunstakademie und unterrichtete danach als Zeichenlehrer. Er war Schüler und Freund des Malers Johann Matthias Ranftl und mit ihm der bäuerlichen Genremalerei verpflichtet.
Nach Reisen nach Kroatien, Russland und der Slowakei reiste Wengler 1850 nach Nordamerika, wo er den Indianern der Sioux, Chippewa, Winnipeg und Menominee begegnete, und zahlreiche Aquarelle anfertigte. Wegen einer Fiebererkrankung kehrte er 1851 unfreiwillig nach Wien zurück. 1875 zog es Wengler noch einmal nach Nordamerika, wo er sich hauptsächlich über religiöse katholische Kunst finanzierte, die dem konservativen Geschmack vieler Amerikaner entgegenkam. 1888 kehrte Wengler nach Österreich zurück.
Den Lebensabend verbrachte er bei seiner Schwester in Aigen bei Salzburg, wo er auch begraben ist. Sein Nachlass befindet sich großteils im OÖ. Landesmuseum. Sein Großneffe Alois Wengler (1905–1989) war ein regional bedeutender Holzbildhauer, von dem besonders im oberen Innviertel zahlreiche Werke erhalten sind.

## Werke

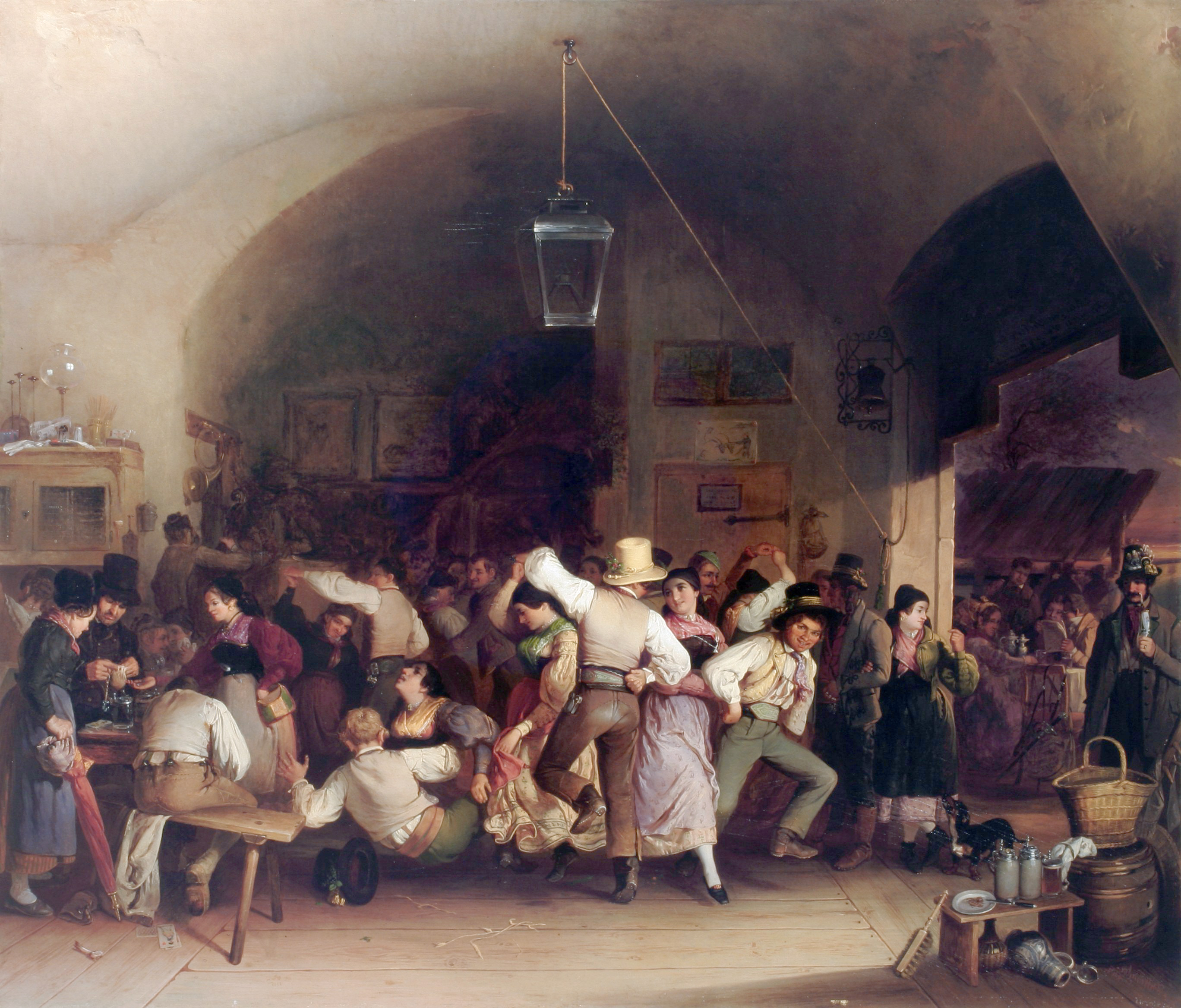
Der Landlertanz

- 1846: Ungarische Bauernhochzeit, Öl auf Leinwand[1]
- 1847: Innviertler Landlertanz, Öl auf Leinwand, Linz, OÖ. Landesmuseum[2]
- 1848: Ein Bauernwindbeutel („Der Prahlhans“), Öl auf Holz, Linz, OÖ. Landesmuseum[2]
- 1848: „Bezahlen, bitte!“, Öl auf Karton, Linz, OÖ. Landesmuseum[2]
- 1850: 45 Aquarelle mit Porträts von Eingeborenen und Ansichten verschiedener Orte in Missouri, Linz, OÖ. Landesmuseum[2][3]
- 1852: Panorama von St. Radegund
- 1854: Die Kegelbahn, Öl auf Leinwand, Linz, OÖ. Landesmuseum
- 1857: Mutter mit Kind auf Hochalm im Salzkammergut, Öl auf Leinwand[4]
- 1872: Schnitter beim Mittagsmahl, Öl auf Leinwand, Linz, OÖ. Landesmuseum[2]

## Ausstellungen
- 2008: Johann Baptist Wengler – von Cowboys und Indianern, Museum Innviertler Volkskundehaus, Ried im Innkreis